# 汤姆·米克斯
托马斯·艾德温·米克斯（Thomas Edwin Mix 1880年1月6日—1940年10月12日）是一名美国演员，1909年至1935年间出演了多部西部片。他一生共出演了291部电影，除去九部外全部为默片。他被视为好莱坞的第一位西部片影星，对西部片风格的形成产生了很大的影响。

## 生平
他出生于美国宾夕法尼亚州Mix Run，在宾夕法尼亚杜波依斯长大，其父艾德温·伊莱亚斯·米克斯（Edwin Elias Mix）是杜波依斯一个富商家的兽栏管理员，教会了儿子骑马。1898年4月，他因美西战争而入伍，但并未参战。1911年，他进入俄克拉荷马州米勒兄弟101农场（Miller Brothers 101 Ranch）工作，后来自己买了一座农场，也曾在马戏团工作。
他出演的第一部电影是1909年上映的、塞利格透镜公司（Selig Polyscope Company）的《牛仔百万富翁》（The Cowboy Millionaire）。他在该公司拍了100多部电影，塞利格透镜公司倒闭之后，他为福克斯电影公司工作，又为福克斯拍了200多部电影。1930年代，他曾为环球影业拍片。他的最后一部作品是玛斯考特影业（Mascot Pictures）的《奇迹车手》（The Miracle Rider ，1935）。

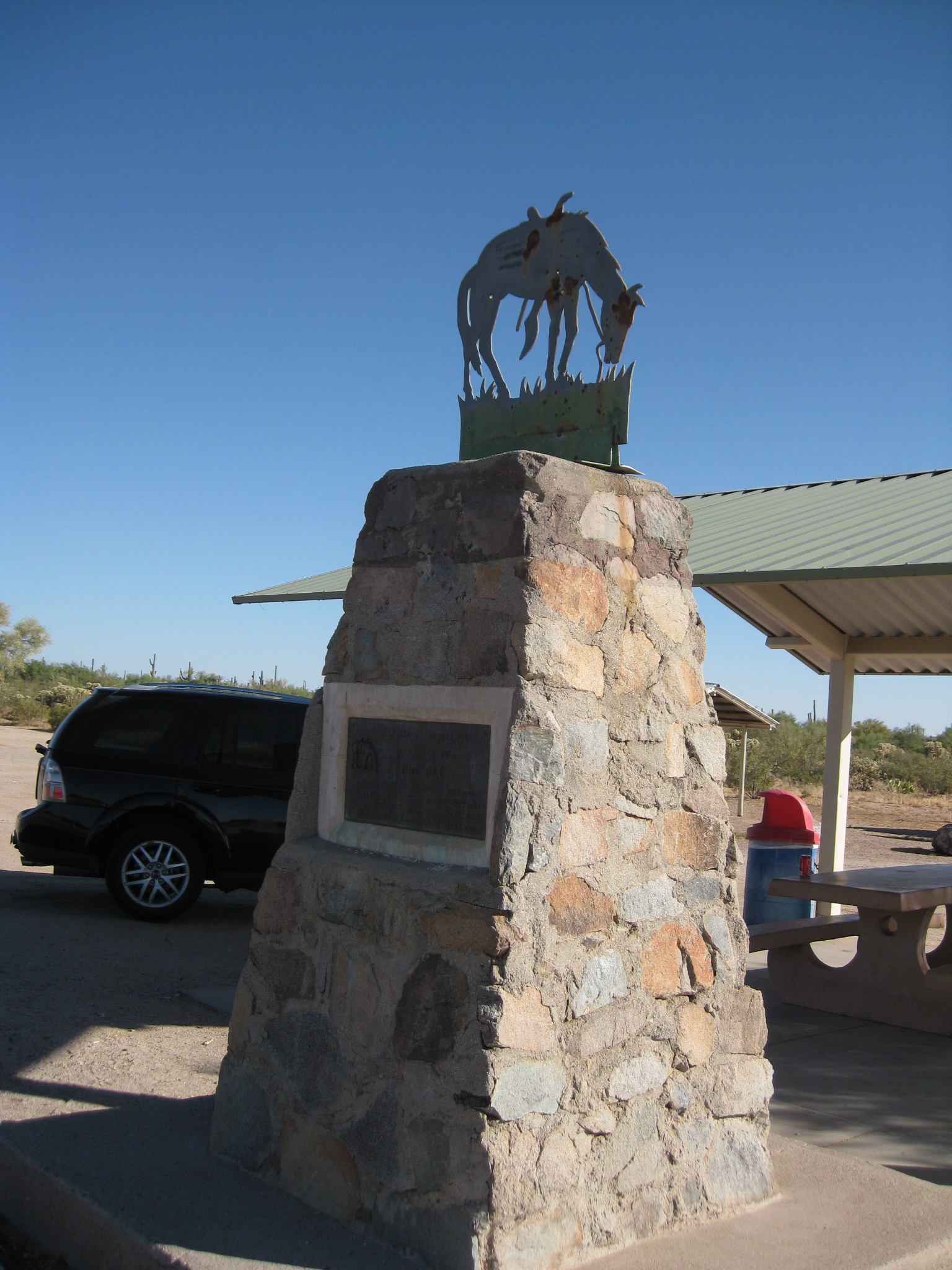
亚利桑那州弗洛倫斯的米克斯纪念碑

1940年19月12日，在拜访完亚利桑那州图森的皮马县治安官爱德·埃克尔斯（Ed Echols）之后，他驾着他的Cord 812沿80号美国国道前往鳳凰城。在弗洛倫斯城南18 mi（29 km）处的一座桥上，他撞上路障，车翻入沟中。他身后的一个大铝质旅行箱撞断了他的脖子，因此死亡。

## 扩展阅读
- Basinger, Jeanine. . 1999. ISBN 0-8195-6451-6.
- Birchard, Robert S. . Burbank: Riverwood Press. 1993. ISBN 1-880756-05-6.
- Jensen, Richard D. . iUniverse. 2005. ISBN 978-0-595-35949-3.
- Mix, Olive Stokes; Heath, Eric. . New York: Prentice Hall. 1957.
- Ohmart, Ben. . Albany: BearManor Media. 2002. ISBN 0-9714570-2-6.